# Münzdatierung
Die Münzdatierung ist eine Methode zur absoluten Datierung von Funden oder relativchronologischen Zeitphasen in der Archäologie.
Bei der Datierung mit Hilfe von Münzen liefert das Prägedatum der jüngsten Münze einen terminus post quem. Das bedeutet, dass der gesamte Fund (zum Beispiel ein Grab) erst nach Prägung der jüngsten beigegebenen Münze oder Münzen in den Boden gelangt sein kann. Die Umlaufzeit der Münzen kann allerdings recht lang sein; so stammten die ältesten Goldmünzen aus dem Grab des fränkischen Königs Childerich I. noch aus der römischen Republik.
Um die Datierungsunsicherheiten durch Altmünzen zu vermeiden, werden soweit möglich keine Einzelmünzen, sondern so genannte Münzreihen zur Zeitbestimmung herangezogen. Dabei werden möglichst viele Funde betrachtet, die etwa aufgrund ihrer Fundkombination der gleichen relativen Zeitphase angehören. Alle Münzen aus diesen Funden führen in ihrer Kombination zu einer statistisch aussagekräftigeren Gesamtzahl, wobei das jüngste Geldstück die gesamte Zeitphase datiert. 
In der älteren Forschung wurden (vor allem bei der Auswertung von Grabfunden) zwei unterschiedliche Denkansätze der Münzdatierung diskutiert. Einer basiert auf der „langen“, einer auf der „kurzen Chronologie“. Der Ansatz der „langen Chronologie“ geht davon aus, dass die Münzbeigaben vor der Grablegung lange im Umlauf waren und daher nur einen ungenauen und zu frühen absoluten Datierungsansatz lieferten. Der inzwischen für viele archäologische Kulturen anwendbare Ansatz einer „kurzen Chronologie“ stellt dagegen heraus, dass bei einem Münzumlauf mit aktuellen Prägungen sowie umfangreichen und damit aussagekräftigen Münzreihen auch immer wieder „neue“ Münzen in die Gräber gelangten, die eine gute absolute Datierungsgrundlage bieten.